# Hermannia areolata
Hermannia areolata är en kvalsterart som först beskrevs av Aoki 1970.  Hermannia areolata ingår i släktet Hermannia och familjen Hermanniidae. Inga underarter finns listade i Catalogue of Life.